# La lección de anatomía (película)
La lección de anatomía es una película documental de Argentina filmada en colores dirigida por Pablo Arévalo y Agustín Kazah sobre el guion de Paula Magnani que se estrenó el 16 de mayo de 2019 y tuvo como tema la reposición de la obra teatral homónima.

## Sinopsis
La cámara sigue al autor y director teatral Carlos Mathus cuando emprende el reestreno de la obra teatral que lo consagró pero fallece antes de terminarse la filmación. No se utilizan testimonios de quienes participaron anteriormente o lo hacen en el presente, sino que se valen de las miradas de los nuevos elegidos que proponen tonos, sensaciones y cierta sintonía con los diálogos.

## La obra teatral
La lección de anatomía es una obra de teatro argentina de 1972, con autoría de Carlos Mathus, en que se representó ininterrumpidamente durante treinta y seis años a partir de su estreno el 2 de diciembre de 1972 y se repuso a partir de 2017 con la dirección de Antonio Leiva pues Mathus falleció mientras se preparaba la nueva puesta.

## Reparto
Aparecen en el filme como ellos mismos:
- Antonio Leiva
- Carlos Mathus

## Críticas
Paraná Sendrós en Ámbito Financiero opinó:

”Mostrar el interior de las personas, es lo que hacen… Agustín Nazah y Pablo Arévalo, cuando siguen los preparativos de una puesta, las reflexiones del propio autor, poco antes de irse, la ansiedad de los jóvenes actores, y el corazón de una persona. El trabajo...tiene pinceladas reveladoras...Vemos así al aspirante que quiere mejorar su dicción recitando el primero de los “Sonetos medicinales” con una birome en la boca, la chica cuyo padre también se desnudó en esa misma obra cuando joven, o ese gordo buenazo que canturrea tangos, sufre con la dieta, y, sin pedirlo, se va convirtiendo en el protagonista de la película. Él es Antonio Leiva. En 1972 integró la primera puesta, y desde entonces siguió firme junto a Mathus, lo acompañó de por vida, juntos recuperaron el teatro Empire, mantuvieron viva La lección de anatomía, y hoy es el repositor que cultiva amorosamente la memoria.

Brenda Caletti en el sitio web cineramaplus escribió:

”...la primera prueba de la convocatoria para elegir un nuevo elenco y reestrenar La lección de anatomía en teatro resulta detallista, larga y agotadora; el puntapié de lo que él y Antonio concebían como un despojamiento completo donde cada uno dejaba de lado el nombre, la familia, la ropa y las obligaciones para encarnar diálogos sin sentido, esquemas rígidos, falta de libertad hasta quitarse toda clase de peso –incluso la vestimenta– y exponerse de la manera más visceral posible. La cámara… procura imitar dicha búsqueda desde lo cinematográfico a través de un registro casi inadvertido pero riguroso donde evidencia, por ejemplo, los enojos repentinos de Carlos Mathus, los footing, el interior del teatro, las dudas de los seleccionados respecto a los tonos, el vestuario, los problemas de luz, el fallecimiento de Mathus durante la filmación, los directores interinos, entre otros. Una perspectiva sostenida por lo cotidiano, la observación, el ensayo, lo actual y el doble homenaje...el documental –así como las palabras del creador de la obra– se sitúan en el presente, en la actualidad temática, en cómo el primer eslabón social, es decir, la familia conserva cimientos inflexibles, culposos e insatisfactorios.